# المبروك (الحوض الشرقي)
المبروك بلدة موريتانية وإحدى بلديات ولاية الحوض الشرقي.